# Olaf al II-lea al Norvegiei
Olaf al II-lea Haraldsson (n. 995 d.Hr., Ringerike⁠(d), Buskerud, Norvegia – d. 29 iulie 1030), rege al Norvegiei între 1015–1028, (cunoscut în timpul vieții ca cel îndesat sau cel gros  (Olav Digre) și după canonizare ca Sfântul Olaf), s-a născut în anul în care Olaf Tryggvason a venit în Norvegia. Mama lui era Åsta Gudbrandsdatter și tatăl său Harald Grenske, strănepot al regelui Harald I Păr-Frumos. În Norvegia modernă este cunoscut ca Olav den Hellige sau Olaf cel Sfânt datorită sanctificării sale de către Biserica Catolică.

## Cu privire la numele regelui
Regele Olaf al II-lea Haraldsson al Norvegiei avea numele de botez Óláfr in Nordica veche. Olav este echivalentul modern în Norvegiană, grafia utilizată in trecut fiind Olaf. Numele său în islandeză este Ólafur, în daneză Oluf, în suedeză Olof. Alte nume cum ar fi Oláfr hinn helgi, Olavus rex, and Olaf (în Engleză) sunt utilizate aleator (vezi Heimskringla sau Snorri Sturluson). Mai este numit uneori Rex Perpetuus Norvegiae, veșnicul Rege al Norvegiei, titulatură ce datează din secolul al XIII-lea. Denumirea Ola Nordmann ca epitet arhetipal al poporului norvegian și-ar putea avea originea în această tradiție, Olav fiind vreme de secole și cel mai folosit nume în Norvegia.

## Domnia

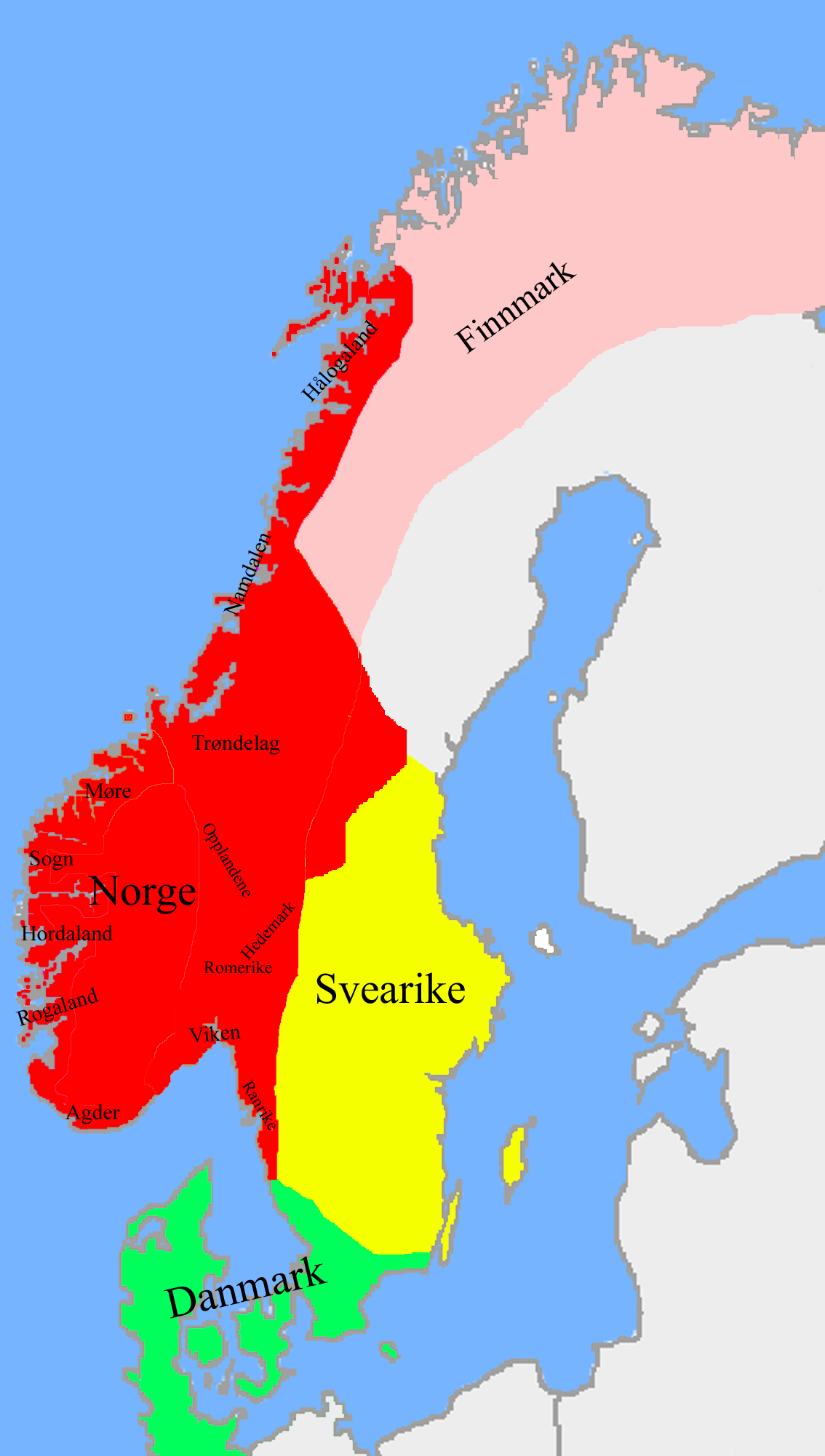
Norvegia în timpul domniei Sfântului Olaf (1015–1028); sunt indicate teritoriile controlate de șefi ereditari (regate minore)

După o absență de câțiva ani în Anglia, unde a luptat cu danezii, s-a întors în Norvegia în 1015 și s-a autoproclamat rege, obținând sprijinul a cinci regi minori din regiunile muntoase. În 1016 l-a învins pe Sveinn Hákonarson, stăpânitor de facto al Norvegiei, în Bătălia de la Nesjar, și în doar câțiva ani puterea sa atinsese un nivel fără precedent în istoria regalității norvegiene.
Anihilase toți "regișorii" din sud, zdrobise aristocrația, obligase poporul să accepte creștinismul peste tot în regat, și-a întins suzeranitatea asupra Insulelor Orkney, condusese o expediție de pradă încununată de succes în Danemarca, și reușise să încheie pace cu regele Olof Skötkonung al Suediei prin Þorgnýr Legiuitorul, și pentru câtva timp chiar a fost chiar logodit cu fiica acestuia , Prințesa Suediei, Ingegerd Olofsdotter fără consimțământul patern. După logodna cu Olaf, Ingegerd s-a măritat cu Marele Cneaz Iaroslav I al Kievului.
În 1019 Olaf s-a căsătorit cu fiica naturală a regelui Olof al Suediei, Astrid, soră vitregă a fostei sale logodnice. Au avut o fiică unică, Wulfhilda, ce s-a căsătorit în 1042 cu ducele Ordulf al Saxoniei.
Dar succesul lui Olaf a fost de scurtă durată căci în 1026 a pierdut bătălia Bătălia de pe Helgeå iar în 1029 nobilii norvegieni, plini de nemulțumire, s-au alăturat invadatorului Knut cel Mare, și Olaf a fost nevoit să fugă în Rusia Kievană. A făcut o oprire în Suedia în provincia Nericia (Nerike) unde, conform unei legende locale a botezat numeroși localnici. S-a întors în Norvegia un an mai târziu, în 1030, profitând de dispariția pe mare a vasalului lui Knut cel Mare, guvernatorul Norvegiei, jarl-ul Håkon Eiriksson. Încercând să își recâștige tronul moare în Bătălia de la Stiklestad, unde unii dintre proprii săi supuși din centrul Norvegiei i s-au împotrivit.
Olaf, un rege încăpățânat și pripit, înclinat spre a-și maltrata dușmanii, a ajuns în mod ironic Sfântul protector al Norvegiei. Canonizarea sa a fost efectuată la doar un an de la moarte de către episcopul din Nidaros. Cultul Sfântului Olav a avut nu numai un efect unificator pentru țară, dar a și împlinit creștinarea norvegienilor, pentru care regele luptase din greu.
Pe cât a divizat în viață, pe atât a ajuns Olav să atingă în moarte o putere unificatoare fără egal.
Knut, distras de sarcina de a administra Anglia, a reușit să domnească în Norvegia doar 5 ani după Bătălia de la Stiklestad, prin viceregele Svein, fiul său. Dar când, fiul nelegitim al lui Olav, Magnus (numit "cel Bun") a pretins tronul Norvegiei, Knut a trebuit sa renunțe. Astfel a urmat un secol de prosperitate, ce a ținut până când regatul a fost din nou sfâșiat de un război de succesiune.

## Sanctificarea

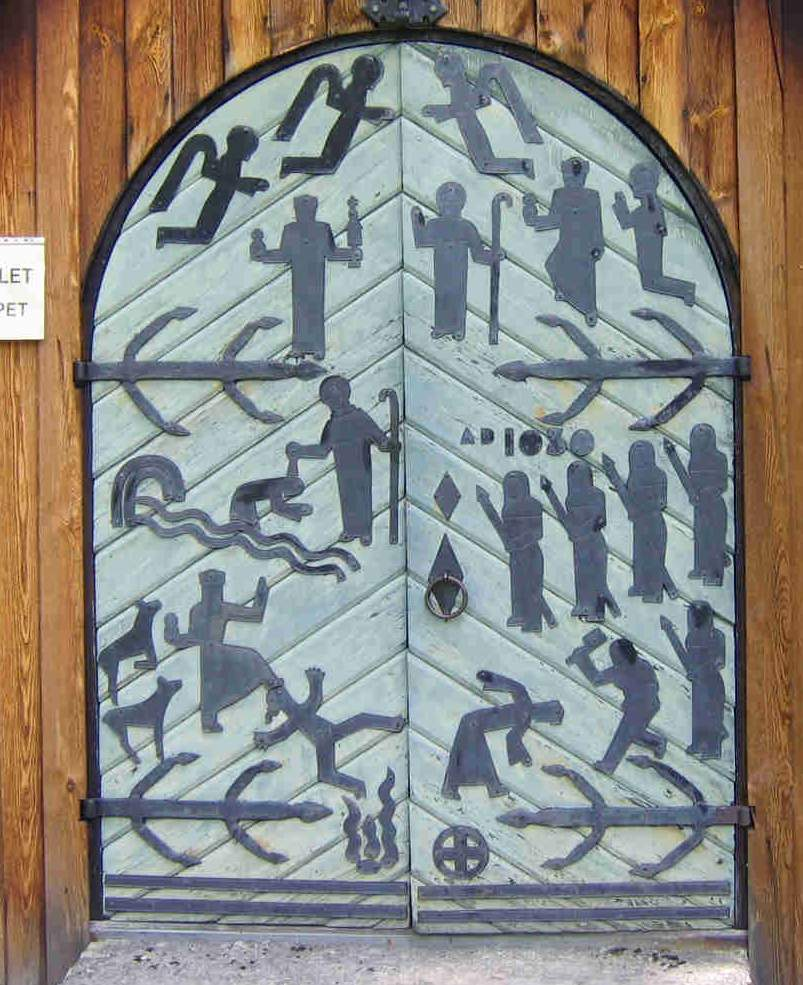
Ilustrație a vieții Sf. Olaf pe o ușă de biserică în Hardemo, Nerike

Datorită statutului său de sfânt protector al Norvegiei și a importanței lui Olaf istoriografia medievală și folclorul norvegian, este dificil de evaluat caracterul personajului real Olaf. După cum se conturează faptele istorice, apare mai degrabă un conducător lipsit de succes, a cărui putere s-a bazat pe o anume alianță cu un rege mult mai puternic - Knut cel Mare, și care a trebuit să ia calea exilului când a hotărât sa își asume personal puterea și în cele din urmă a fost zdrobit când a încercat sa revină.Se impune deci o explicație a dimensiunii pe care figura sa a primit-o după moarte. Trei factori sunt importanți: rolul său în creștinarea Norvegiei, relațiile dinastice între familiile conducătoare ale vremii și nevoile ulterioare de legitimizare a puterii.

### Creștinarea
Olaf este în general considerat ca forța activă ce a dus la finalizarea creștinării Norvegiei. Este în realitate o exagerare. Crucile mari din piatră dar și alte simboluri creștine sugerează că măcar teritoriile litorale ale Norvegiei erau profund influențate de creștinism cu mult înainte de Olaf; cu o excepție toți conducătorii norvegieni din vremurile lui Håkon cel Bun (c. 920–961) fuseseră creștini iar adversarul principal al lui Olaf, Knut fusese el însuși creștin. Ceea ce este important însă este efortul lui Olaf de a stabili o organizare a bisericii la o scară mai mare decât înainte, printre altele aducând episcopi din Anglia și Germania și îcercând să impună creștinismul și în zonele îndepărtate de mare, cu mai puține legături cu restul Europei și cu o cultură agricolă și deci cu un atașament mai mare pentru cultul fertilității.a

### Dinastia lui Olaf
Din varii motive, dar mai ales din cauza morții lui Knut cel Mare în 1035, și poate chiar a unei nemulțumiri a nobilimii norvegiene cu stăpânirea daneză în anii de după moartea lui Olaf din 1030, fiul sau nelegetim cu concubina sa Alvhild, Magnus I cel Bun, a luat puterea în Norvegia și ulterior și în Danemarca. Numeroase biserici daneze au fost dedicate lui Olaf în timpul domniei acestuia, și povestirile de tip saga relevă aceleași tendințe de a promova cultul tatălui decedat de către tânărul rege.

### Sfântul Olaf
Între episcopii aduși din Anglia de către Olaf se număra și Grimkell (Grimkillus). A fost probabil unul dintre puținii episcopi misionari care au rămas în țară după moartea regelui și a fost implicat în beatificarea acestuia la 3 august 1031.
La vremea respectivă, episcopii locali și populația recunoștea un om ca fiind sfânt și îl proclama ca atare, o canonizare formală de către papă nefiind obișnuită; în cazul lui Olaf de altfel, aceasta nici nu s-a întâmplat până în 1888.
Grimkell a fost numit ulterior episcop în dioceza Selsey în sud-estul Angliei. Este probabil motivul pentru care urme ale unui cult liturgic al Sfântului Olaf au fost mai întâi întâlnite în Anglia. O slujbă sau serviciu de rugăciune a Sf. Olaf se găsește în așa numita culegere Leofric (c. 1050), lăsată de episcopul Leofric prin testament bisericii Exeter, diocez vecină cu Selsey. Dar cultul pare de scurtă durată în Anglia.
Adam din Bremen, ale cărui scrieri datează din preajma anului 1070, menționează pelerinaje la sanctuarul sfântului de la Catedrala din Nidaros, dar aceasta este singura dovadă solidă a unui cult al Sf. Olaf predatând mijlocul secolului al XII-lea. În această perioadă încep să apară referințe la "Veșnicul Rege al Norvegiei". În martie 1152, Nidaros este separat de Lund ca arhiepiscopie de sine stătătoare. Se prea poate că venerarea formală sau informală a lui Olaf (căci nu putem fi siguri de natura acesteia) care ar fi existat de mai înainte în Nidaros, să fi fost accentuată și eventual formalizată cu această ocazie.
În timpul vizitei legatului papal, Nicholas Brekespear (mai târziu Papa Adrian al IV-lea), poemul Geisli ("rază de soare") a fost recitat. În acest poem auzim pentru prima oară de miracolele sfântului Olaf. Unul dintre acestea a avut loc după moartea sa când un om orb și-a recăpătat vederea după ce și-a frecat ochii cu mâinile pătate de mâinile sfântului.
Textele de celebrare liturgică a sfântului Olaf de-a lungul Evului Mediu au fost probabil compilate de Eystein Erlendsson, al doilea episcop al Norvegiei (1161–1189). Esența culegerii o reprezintă cele nouă miracole din Geisli.
Celebrarea cultului Sf. Olaf era răspândită în țările nordice dar cu excepția urmelor cultului englez doar referințe sporaddice există în alte regiuni. Există biserici din Anglia care îi sunt închinate (ades sub numele de Sf. Olave). Cea din strada St Olave Hart din Londra adăpostește mormântul lui Samuel Pepys și a soției sale. Alta a dat numele străzii Tooley la sud de Podul Londrei și al St Olave's Poor Law Union, care mai târziu a devenit Metropolitan Borough of Bermondsey, halele sale din Rotherhithe devenind Spitalul Sf. Olave, asăzi o casă de bătrâni la câteva sute de metri de Biserica Sf. Olaf, biserica norvegiană din Londra.
Școala de Gramatică Sf. Olave este una dintre cele mai reputate școli de stat din Anglia, înființată în 1571 și situată până în 1968 în strada Tooley unde numeroase alte referințe la Sf. Olaf se pot întâlni. În 1968 școala a fost mutată la Orpington, Bromley.
Recent traseul de pelerinaj la Catedrala din Nidaros, locul mormântului Sf. Olav, a fost reinstituit. După grafia norvegiană, traseul se numește Calea Sfântului Olav. Ruta principală, de aproximativ 640 km lungime, începe într-o parte veche a orașului Oslo și se îndreaptă înspre nord, de-a lungul lacului Mjosa, prin valea Gudbrandsdal-ului, peste Dovrefjell și în jos pe valea Oppdal-ului până la catedrala din Nidaros în Trondheim. Există un Birou de Pelerinaj în Oslo care acordă indicații pelerinilor, și un Centru de Pelerinaj în Trondheim, la catedrală, care acordă certificate celor care încheie cu succes călătoria.
Cea mai veche reprezentare a sfântului Olav este pictată pe o coloană în Biserica Nașterii Domnului din Bethlehem.
Biserica Sf. Olav este cea mai înaltă clădire din Tallinn, Estonia, și a fost între 1549 și 1625 cea mai înaltă clădire din lume.
Ordinul Regal al Sfântului Olav a fost înființat în 1847 de Oscar I, rege al Norvegiei și Suediei, în memoria lui Olaf al II-lea.
St. Olaf College a fost înființat de un imigrant norvegian Bernt Julius Muus în Northfield, Minnesota, în 1874.
Singura țară care ține ziua de 29 iulie (Sf. Olaf) ca sărbătoare sunt Insulele Feroe (vezi Ólavsøka).